# Мензак Іван Миколайович
Іван Мензак (псевдо: «Соловій», «Бакун», «Кобзар») (15 липня 1912, с. Банилів, тепер Вижницький район, Чернівецька область  — 31 травня 1949, с. Шубранець, тепер Горішньошеровецька сільська громада, Чернівецька область) — референт пропаганди Буковинського окружного проводу ОУН, в. о. провідника Заставнянського («Запрутського») надрайонного проводу ОУН.

## Життєпис

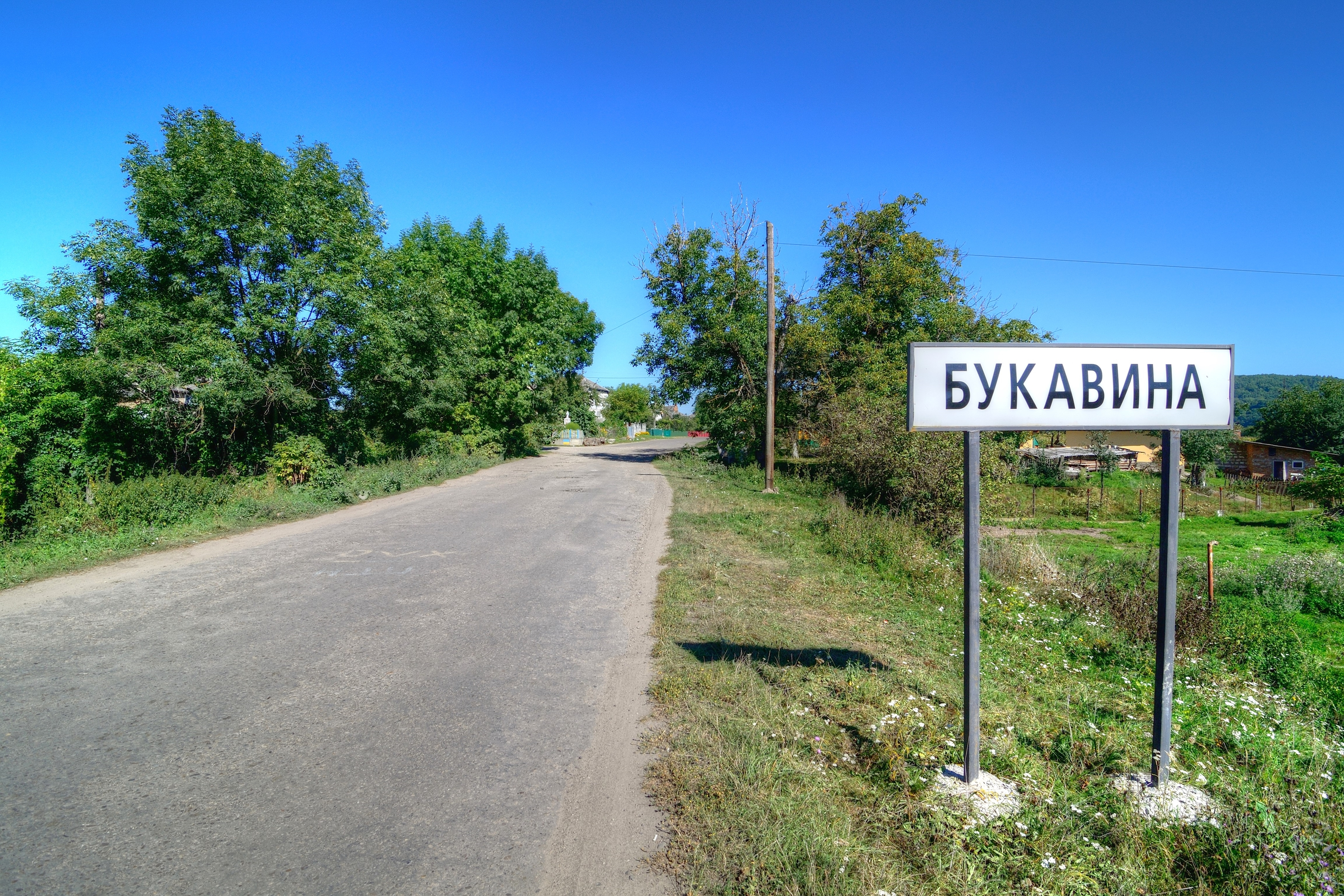
На фото: керівник Запрутського надрайонного проводу «Кобзар» (Мензак Іван) (6), його охоронець «Когут», пізніше — провідник Заставнівського районного проводу ОУН (7), референт СБ Буковинського окружного проводу «Кривоніс» (2) з охоронцем «Морозом» (3), референт СБ надрайонного проводу «Макар» (Паращук Василь) (1) з охоронцем «Скорим», пізніше — провідник Садгірського районного проводу (10), провідник Кіцманського районного проводу «Остап» (Кантемір Василь) (12) з охоронцем «Василем» (4), кущовий «Максим» (5) та його охоронець «Пугач» (8), кущовий «Заєць» (13), бойовик охорони «Комара» «Ванька» (11) та бойовик охорони «Карого» «Вітер» (9).

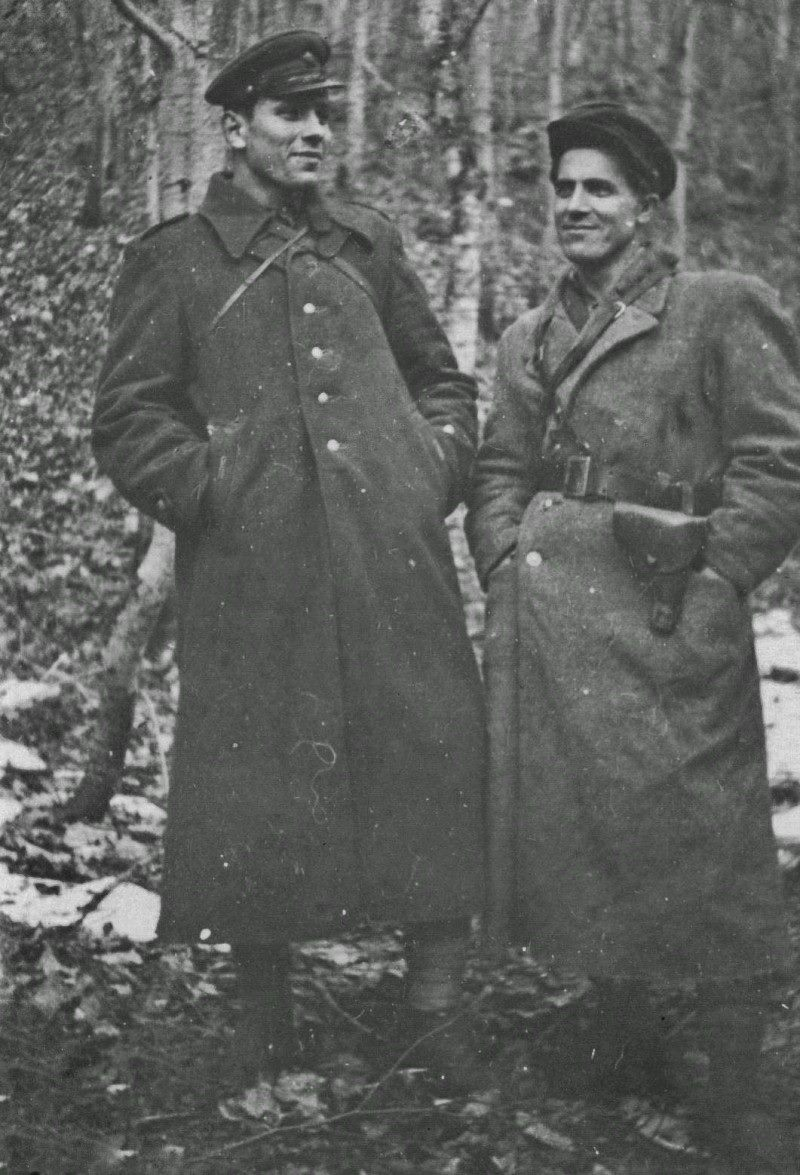
Василь Паращук та Іван Мензак

Народився 15 липня 1912 року в селі Банилів (тепер центр однойменної громади, Вижницький район, Чернівецька область). Закінчив Чернівецьку гімназію. Працював учителем та директором школи у селі Бережниця. 
Служив у румунській армії. Член ОУН з 1940 року. У 1943 заарештований румунськими жандармами та засуджений на 25 років каторги, які відбував у Ясській в’язниці. Після захоплення Ясс Червоною армією, повернувся на Буковину. 
Призначений провідником Вашковецького районного проводу ОУН у серпні 1945 року. Згодом референт пропаганди Буковинського окружного проводу ОУН (11.1945-10.1946, осінь 1947-05.1949), одночасно в. о. провідника Заставнянського (“Запрутського”) надрайонного проводу ОУН (04.1947-05.1949). 
Підступно вбитий агентом-бойовиком “Осторожним” на пункті зв’язку 31 травня 1949 в селі Шубранець.